# Most čez reko Savinjo v Marija Gradcu pri Laškem
Most čez reko Savinjo v Marija Gradcu pri Laškem povezuje glavno cesto Laško–Šmarjeta na desnem bregu Savinje s cesto Laško–Šentjur na levem. Z novim mostom bo glavnina tovornega prometa obšla središče Laškega in ga bistveno razbremenila.

## Osnovni podatki
123 metrov dolg most prečka reko Savinjo z dvema asimetričnima razponoma 75 in 48 metrov. Ima eno rečno podporo, ki je locirana izven glavnega vodotoka na prodnem nanosu, ki se je formiral kot posledica toka reke Savinje skozi ovinek. Zgrajene so bile tudi tri oporne in dve podporni konstrukciji.

## Izgradnja
Naročnik projekta, Direkcija Republike Slovenije za infrastrukturo, je z gradnjo 123 metrov dolgega mostu pričela v mesecu februarju 2019. Zasnovo mostu so pripravili v inženirskem biroju Ponting, dela je izvedel Kolektor Koling.
Ob mostu je bilo zgrajeno tudi trikrako semaforizirano križišče, ki most povezuje z obstoječo glavno cesto G1-5. Gradnja mostu je bila izvedena v okviru projekta nadgradnje železniške proge Zidani most–Celje, ki je sofinanciran z evropskimi sredstvi v okviru Instrumenta za povezovanje Evrope.

## Galerija
- Most preko Savinje v Marija Gradcu pri Laškem
- Most preko Savinje v Marija Gradcu pri Laškem, s sidrano oporno konstrukcijo v ozadju.
- Most preko Savinje v Marija Gradcu, na desni Pivovarna Laško, v ozadju mesto Laško